# Image Award/Bester Nebendarsteller
Image Award: Bester Nebendarsteller (Outstanding Supporting Actor in a Motion Picture)
| Statistik                          | Name           | Anzahl | Jahr                                     |
| ---------------------------------- | -------------- | ------ | ---------------------------------------- |
| Häufigste Auszeichnungen           | Morgan Freeman | 4      | 1998, 1999, 2004, 2005                   |
| Häufigste Nominierungen (* = Sieg) | Morgan Freeman | 5      | 1998*, 1999*, 2001, 2004*, 2005*         |
| Häufigste Nominierungen ohne Sieg  | Don Cheadle    | 7      | 1996, 1998, 1999, 2005, 2006, 2012, 2013 |

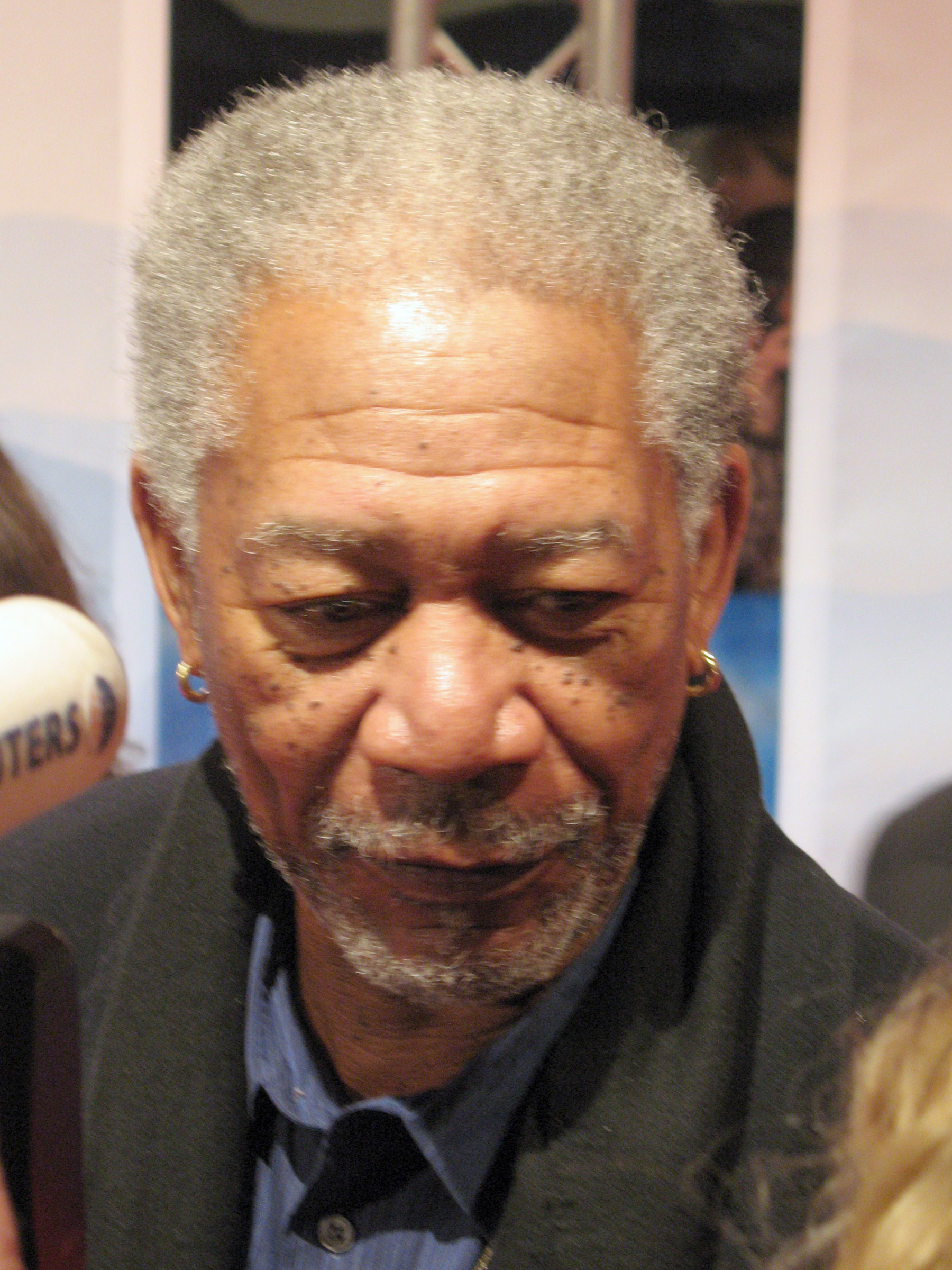
Mit vier Auszeichnungen ist Morgan Freeman der erfolgreichste Schauspieler in der Kategorie „Bester Nebendarsteller“

Zwischen 1970 und 1987 wurden die Preise nur zweimal vergeben.

## 1970–1980
| Jahr | Preisträger | für den Film           | Nominierungen |
| ---- | ----------- | ---------------------- | ------------- |
| 1970 | Redd Foxx   | Cotton Comes to Harlem |               |

## 1981–1990
| Jahr | Preisträger       | für den Film          | Nominierungen |
| ---- | ----------------- | --------------------- | ------------- |
| 1982 | Moses Gunn        | Ragtime               |               |
| 1988 | Denzel Washington | Power – Weg zur Macht |               |
| 1989 | Mario van Peebles | Heartbreak Ridge      |               |
| 1990 | Arsenio Hall      | Der Prinz aus Zamunda |               |

## 1991–2000
| Jahr | Preisträger        | für den Film                             | Nominierungen |
| ---- | ------------------ | ---------------------------------------- | --- |
| 1991 | Ossie Davis        | Do the Right Thing                       | |
| 1992 | Denzel Washington  | Glory                                    | |
| 1995 | Al Freeman junior  | Malcolm X                                | |
| 1996 | Laurence Fishburne | Higher Learning – Die Rebellen           | Charles S. Dutton für Cry, the Beloved Country Don Cheadle für Teufel in Blau Ice Cube für Higher Learning – Die Rebellen Cuba Gooding junior für Outbreak – Lautlose Killer                                         |
| 1997 | Samuel L. Jackson  | Die Jury                                 | Charles S. Dutton für Die Jury Forest Whitaker für Phenomenon – Das Unmögliche wird wahr Delroy Lindo für Kopfgeld – Einer wird bezahlen Blair Underwood für Set It Off                                              |
| 1998 | Morgan Freeman     | Amistad                                  | Vondie Curtis-Hall für Eve’s Bayou Clarence Williams für Harlem, N.Y.C. – Der Preis der Macht Don Cheadle für Rosewood Burning Danny Glover für Der Regenmacher                                                      |
| 1999 | Morgan Freeman     | Deep Impact                              | Don Cheadle für Bulworth Andre Braugher für Stadt der Engel Chris Rock für Lethal Weapon 4 Cuba Gooding junior für Hinter dem Horizont                                                                               |
| 2000 | Terrence Howard    | The Best Man – Hochzeit mit Hindernissen | Charles S. Dutton für Cookie’s Fortune – Aufruhr in Holly Springs LL Cool J für Deep Blue Sea Harold Perrineau für The Best Man – Hochzeit mit Hindernissen Clarence Williams für Wehrlos – Die Tochter des Generals |

## 2001–2010
| Jahr | Preisträger       | für den Film                      | Nominierungen |
| ---- | ----------------- | --------------------------------- | --- |
| 2001 | Blair Underwood   | Rules – Sekunden der Entscheidung | Ving Rhames für Mission: Impossible II Morgan Freeman für Nurse Betty Wood Harris für Gegen jede Regel Billy Dee Williams für The Visit                    |
| 2002 | Jamie Foxx        | Ali                               | Mario van Peebles für Ali Ving Rhames für Baby Boy Cedric the Entertainer für Kingdom Come Anthony Anderson für Two Can Play That Game                     |
| 2003 | Denzel Washington | Antwone Fisher                    | Anthony Anderson für Barbershop Cedric the Entertainer für Barbershop Mos Def für Brown Sugar Boris Kodjoe für Brown Sugar                                 |
| 2004 | Morgan Freeman    | Bruce Allmächtig                  | Charles S. Dutton für Gothika Bernie Mac für Head of State Djimon Hounsou für In America Forest Whitaker für Nicht auflegen!                               |
| 2005 | Morgan Freeman    | Million Dollar Baby               | Jamie Foxx für Collateral Don Cheadle für Ocean’s 12 Clifton Powell für Ray C.J. Sanders für Ray                                                           |
| 2006 | Terrence Howard   | L.A. Crash                        | Anthony Anderson für Hustle & Flow Ludacris für L.A. Crash Don Cheadle für L.A. Crash Larenz Tate für L.A. Crash                                           |
| 2007 | Djimon Hounsou    | Blood Diamond                     | Danny Glover für Dreamgirls Eddie Murphy für Dreamgirls Harry Belafonte für Bobby Jaden Smith für Das Streben nach Glück                                   |
| 2008 | Denzel Washington | The Great Debaters                | Chiwetel Ejiofor für Talk to Me Nate Parker für The Great Debaters Forest Whitaker für The Great Debaters Tyler Perry für Why Did I Get Married?           |
| 2009 | Columbus Short    | Cadillac Records                  | Cedric the Entertainer für Cadillac Records Mos Def für Cadillac Records Dev Patel für Slumdog Millionär Nate Parker für Die Bienenhüterin                 |
| 2010 | Adam Rodriguez    | I Can Do Bad All By Myself        | Anthony Mackie für Tödliches Kommando – The Hurt Locker Chiwetel Ejiofor für 2012 Danny Glover für 2012 Lenny Kravitz für Precious – Das Leben ist kostbar |

## 2011–2015
| Jahr | Preisträgerin      | für den Film           | Nominierungen |
| ---- | ------------------ | ---------------------- | --- |
| 2011 | Samuel L. Jackson  | Mütter und Töchter     | Justin Timberlake für The Social Network Michael Ealy für For Colored Girls Idris Elba für Takers Don Cheadle für Gesetz der Straße – Brooklyn’s Finest            |
| 2012 | Mike Epps          | Jumping the Broom      | Anthony Mackie für The Adjustment Bureau Charles Parnell für Pariah Don Cheadle für The Guard Jeffrey Wright für The Ides of March – Tage des Verrats              |
| 2013 | Samuel L. Jackson  | Django Unchained       | Don Cheadle für Flight Lenny Kravitz für Die Tribute von Panem – The Hunger Games David Oyelowo für Middle of Nowhere Dwight Henry für Beasts of the Southern Wild |
| 2014 |                    |                        | |
| 2015 | O’Shea Jackson, Jr | Straight Outta Compton | Chiwetel Ejiofor für Der Marsianer – Rettet Mark Watney Corey Hawkins für Straight Outta Compton Forest Whitaker für Southpaw Idris Elba für Beasts of No Nation   |